# Stanislav Petrov
Stanislav Evgrafovitsj Petrov (Russisch: Станислав Евграфович Петров) (Tsjernigovka (nabij Vladivostok)), 7 september 1939 – Fryazino, 19 mei 2017) was luitenant-kolonel in de luchtverdedigingseenheid van de Sovjet-strijdkrachten die op 26 september 1983 tijdens de NAVO-oefening Able Archer 83 een mogelijke kernoorlog heeft voorkomen.
Het Oko-waarschuwingssysteem gaf op die dag aan dat de Verenigde Staten vijf intercontinentale raketten richting de Sovjet-Unie hadden afgevuurd. Petrov was op dat moment wachtcommandant in de Serpukhov-15-bunker in de buurt van Moskou. Hij oordeelde dat de melding loos alarm was. Als hij zijn superieuren een Amerikaanse aanval had gemeld, had de USSR mogelijk een volledige nucleaire tegenaanval bevolen tegen de VS en hun bondgenoten - geheel volgens de strategie van launch on warning; bij het observeren van een kennelijke aanval met kernraketten de tegenaanval met kernraketten beginnen, nog voordat de vijand zijn kernkoppen heeft gedetoneerd. Deze strategie was bedoeld om te voorkomen dat de vijand zoveel schade zou aanrichten dat een tegenaanval niet meer mogelijk zou zijn.
Het incident vond plaats op een moment dat de Koude Oorlog een hoogtepunt had bereikt na het neerschieten van Korean Air-vlucht 007, drie weken eerder. Petrov vond het vreemd dat de Verenigde Staten een kernoorlog zouden beginnen met slechts vijf raketten en besloot tegen zijn orders in de waarschuwing niet direct te melden aan zijn meerderen. Uit later onderzoek bleek dat het valse alarm werd veroorzaakt door een zeldzame samenstand van een Oko-satelliet in zijn Molniya-baan en reflectie van zonlicht op hoge bewolking. Petrov werd uitgebreid ondervraagd, maar is uiteindelijk gestraft noch beloond. 
De houding van Petrov doet denken aan Vasili Aleksandrovitsj Archipov, een andere Russische officier, die tijdens de Cubacrisis in 1962 door zijn koelbloedigheid mogelijk een kernoorlog heeft vermeden. 
Vele jaren later kreeg Petrov toch internationale erkenning. Op 17 januari 2013 kreeg hij de Dresden-prijs uitgereikt voor zijn rol in het voorkomen van de Derde Wereldoorlog. Naar aanleiding van dit verhaal verscheen in 2014 de documentaire The man who saved the world, van regisseur Peter Anthony.

## Stanislav Petrov in de kunst
- 2019 The man who saved the world, Linea Recta (muziektheater) voorstelling gebaseerd op het verhaal van Stanislav Petrov, over 15 minuten waarin hij moest reageren.[4]